# San Antonio de la Cal (kommun)
San Antonio de la Cal är en kommun i Mexiko.   Den ligger i delstaten Oaxaca, i den sydöstra delen av landet, 400 km sydost om huvudstaden Mexico City.
Följande samhällen finns i San Antonio de la Cal:
- San Antonio de la Cal
- Tercera Sección la Nopalera
- Primera Sección el Portillo
- Lomas de la Presa